# Desa Talagamulya
Desa Talagamulya är en administrativ by i Indonesien.   Den ligger i provinsen Jawa Barat, i den västra delen av landet, 60 km öster om huvudstaden Jakarta.